# Municipio de Wabanica
El municipio de Wabanica (en inglés, Wabanica Township) es una subdivisión administrativa del condado de Lake of the Woods, Minnesota, Estados Unidos. Según el censo de 2020, tiene una población de 248 habitantes.

## Geografía
Está ubicado en las coordenadas 48°46′27″N 94°47′48″O / 48.77417, -94.79667. Según la Oficina del Censo de los Estados Unidos, el municipio tiene una superficie total de 93.45 km², de la cual 92.84 km² corresponden a tierra firme y 0,61 km² es agua.

## Demografía
Según el censo de 2020, hay 248 personas residiendo en la zona. La densidad de población es de 2.67 hab./km². El 91.53 % son blancos, el 0.40 % es afroamericano, el 0.40 % es asiático, el 0.40 % es amerindio, el 0.81% son de otras razas y el 6.45 % son de una mezcla de razas. Del total de la población, el 2.82 % son hispanos o latinos de cualquier raza.